# Myopias trumani
Myopias trumani är en myrart som först beskrevs av Horace Donisthorpe 1949.  Myopias trumani ingår i släktet Myopias och familjen myror. Inga underarter finns listade i Catalogue of Life.

## Bildgalleri

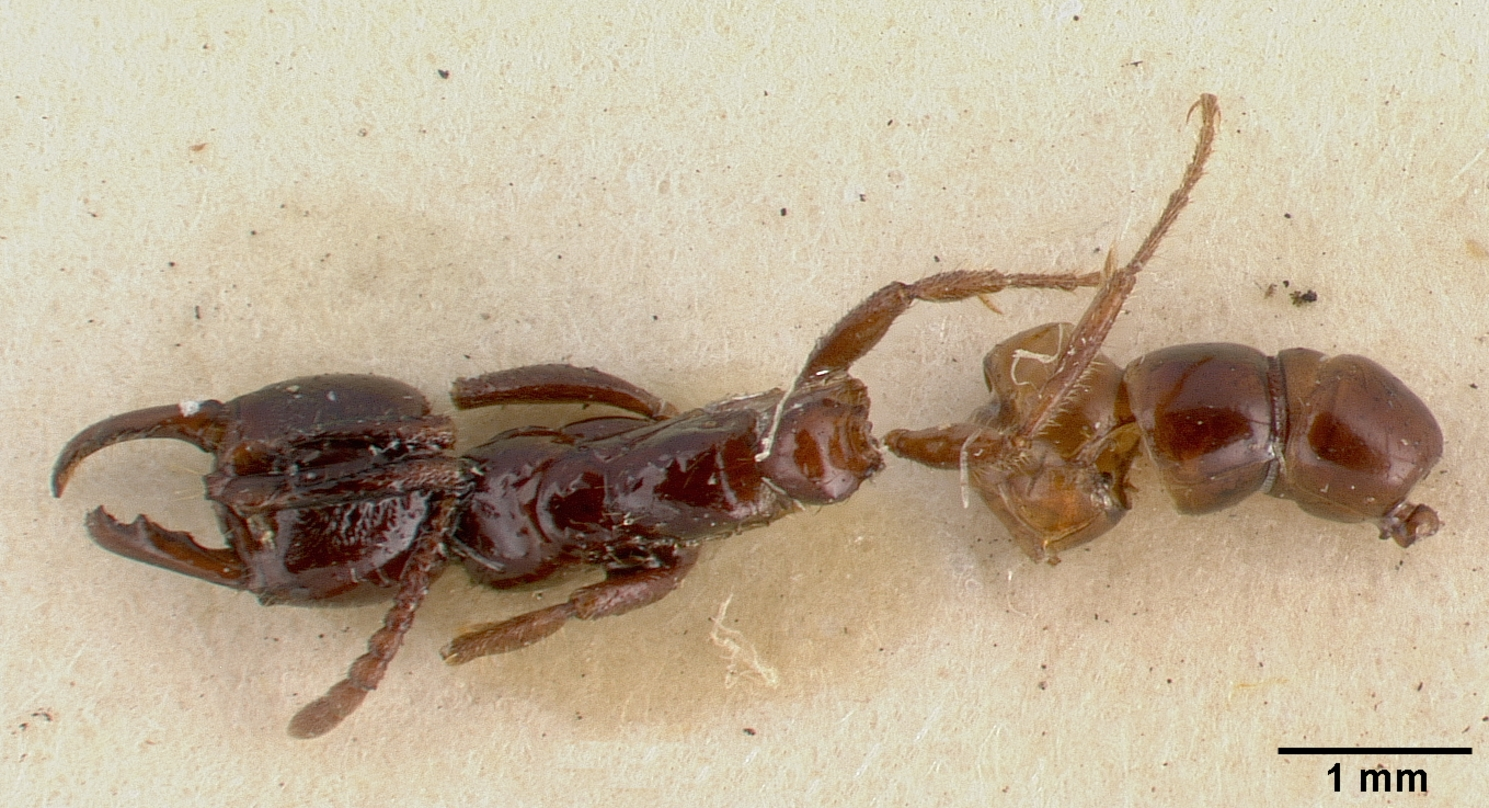
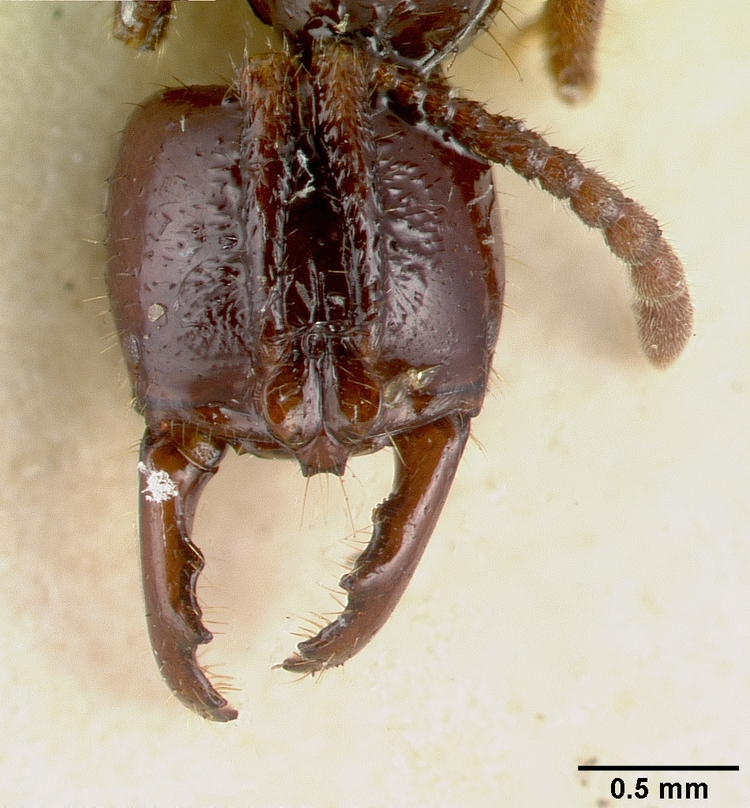
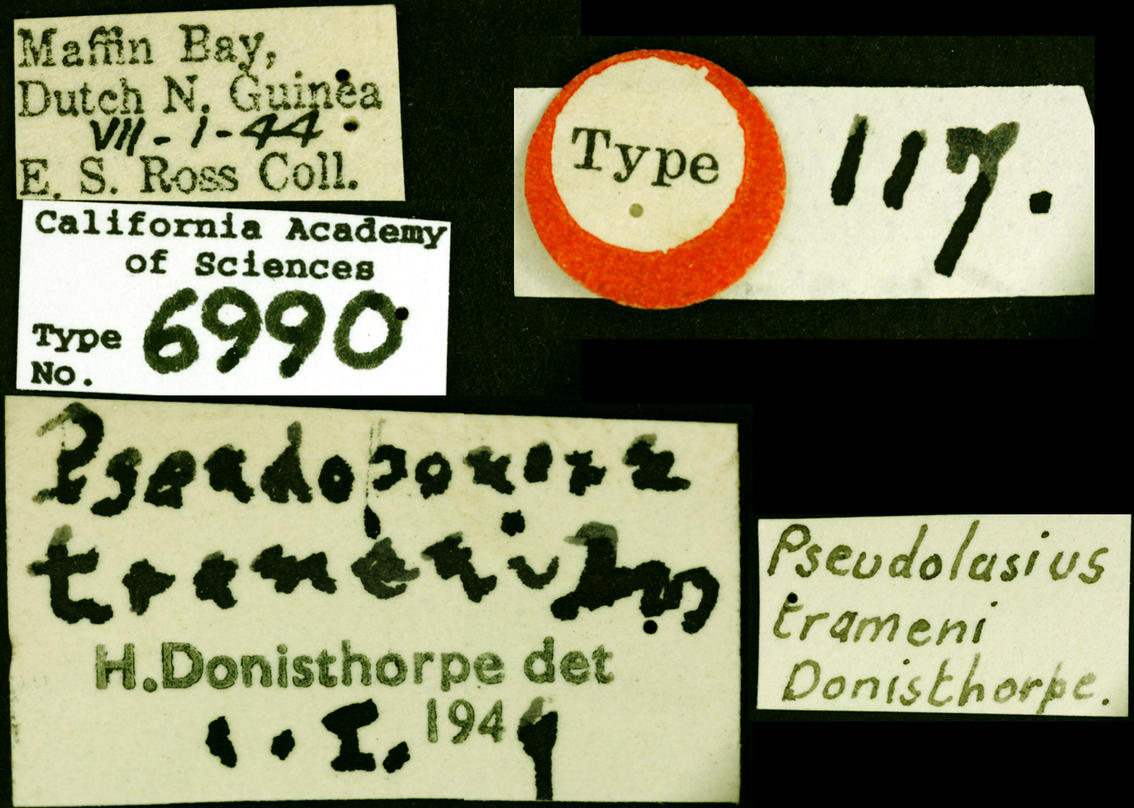
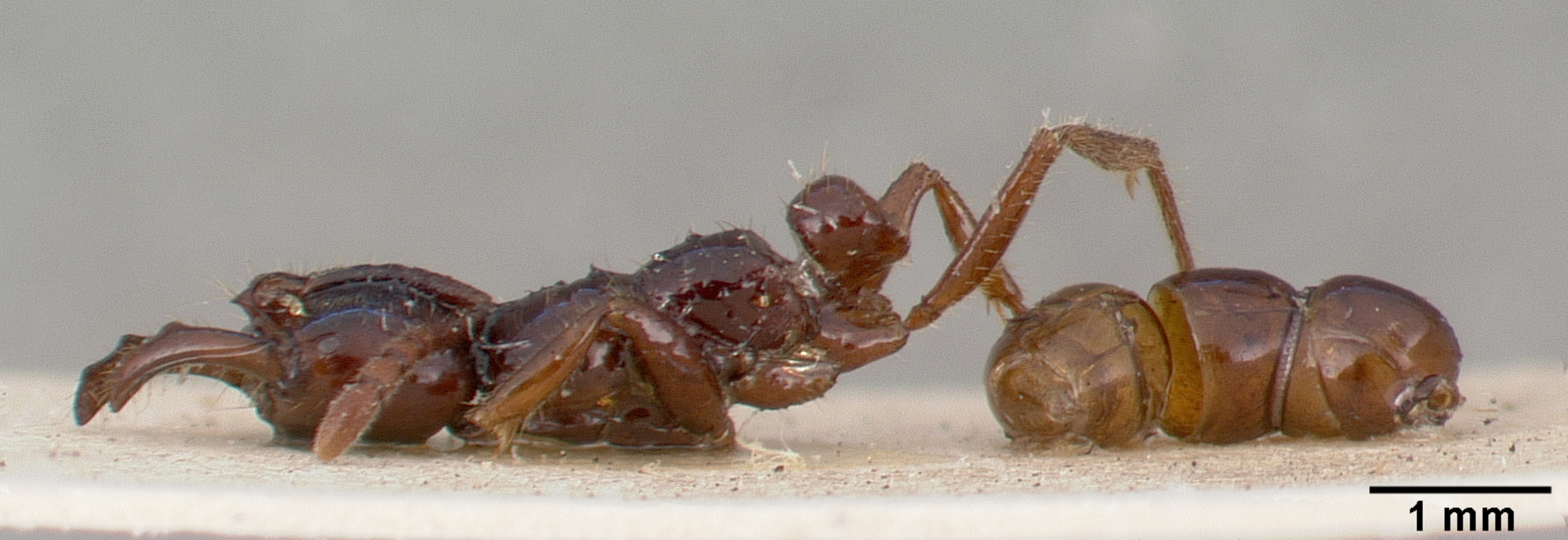